# ゴルフ女子 ヒロインバトル
『ゴルフ女子 ヒロインバトル』（ごるふじょし ひろいんばとる）は、BS12 トゥエルビ（TwellV）で2020年4月5日から2023年3月26日まで放送されたスポーツバラエティ番組である。
放送時間は2020年9月までは日曜19:30 - 20:00、同年10月以降は日曜13:30 - 14:00、2022年4月以降は日曜18:30 - 19:00。
2022年12月25日より2023年1月1日放送分（第132回）からGYAO!でも1週間先行しての配信を開始した。
MCは米沢有が務め主なゲストにタレントでは神田愛花、田中理恵、本田望結、横山ルリカ、武藤彩芽、稲村亜美などモデルでは紺野ゆり、三枝こころ、高橋としみ、美波千夏などインスタグラマーではくるみっきー、おまゆ、あいあい、minaなどが参戦した（順不同）。

## 概要
女子プロゴルファーや、タレント、モデル、インスタグラマーたちがペアを組み、3チーム対抗のペアマッチで、9ホールをラウンドする。
ホールごとに獲得した合計ポイントによって優勝チームが決定。ヒロインの座をつかむチームは果たして?
ラウンド対決のほかにも、いまどきゴルフ女子目線でスタイリッシュかつファッショナブルにゴルフの魅力を伝えます！

## 放送リスト

### 2020年
- 第1回 - 第5回（4月）：米澤有、阿部桃子、リカ、あおい夏海、萩原菜乃花、高沢奈苗
- 第6回 - 第7回（6月前半）：米澤有、とくさき、中庄司愛希、こりん
- 第8回 - 第11回（6月後半 - 7月前半）：米澤有、舟山久美子、中島亜莉沙、木口有紗、ゆりえ、山根奈那美
- 第12回 - 第15回（7月後半 - 8月前半）：米澤有、稲村亜美、高橋としみ、美波千夏、石井由希子、リユイショウ
- 第16回 - 第19回（8月後半 - 9月前半）：米澤有、生田衣梨奈、Yuu、nana、萩原菜乃花、岩崎静羅
- 第20回 - 第22回（9月後半）：米澤有、葛岡碧、三枝こころ、紺野ゆり、AYANO、あいあい
- 第23回 - 第26回（10月）：米澤有、稲村亜美、高沢奈苗、あいあい、AYANO、三浦梓
- 第27回 - 第30回（11月）：米澤有、竹内渉、三枝こころ、紺野ゆり、Yuu、石井由希子
- 第31回 - 第34回（12月）：米澤有、舟山久美子、高橋としみ、美波千夏、岩崎静羅、リカ

### 2021年
- 第35回 - 第39回（1月）：米澤有、阿部桃子、西村いちか、愛澤ゆうか、中里さや香、誉田佑子
- 第40回 - 第43回（2月）：米澤有、生田衣梨奈、菊池なつき、YUIKA、新倉ありさ、ランタロー
- 第44回 - 第47回（3月）：米澤有、熊切あさ美、秋山真凛、松中みなみ、おまゆ、みさき
- 第48回 - 第51回（4月）：米澤有、田中理恵、紺野ゆり、高橋としみ、山内美奈、Nana
- 第52回 - 第55回（5月）：米澤有、なみき、紺野ゆり、菊地彩香、秋山真凛、おまゆ
- 第56回 - 第59回（6月）：米澤有、神田愛花、美波千夏、星向日葵、mina、くるみっきー
- 第60回 - 第63回（7月）：米澤有、なみき、三枝こころ、紺野ゆり、高橋としみ、美波千夏
- 第64回 - 第67回（8月）：米澤有、稲村亜美、菊地彩香、土屋希美、nana、AYANO
- 第68回 - 第71回（9月）：米澤有、竹内渉、紺野ゆり、岩崎静羅、菊地彩香、松中みなみ
- 第72回 - 第75回（10月）:米澤有、坪井ミサト、なみき、秋山真凛、くるみっきー、ゆか
- 第76回 - 第79回（11月）:米澤有、chay、さとみ、まなつ、くるみっきー、ガランダ
- 第80回 - 第83回（12月）:米澤有、加藤ローサ、美波千夏、黒須さおり、mina、三澤蓮

### 2022年
- 第84回 - 第87回（1月）：米澤有、坪井ミサト、紺野ゆり、土屋希美、美波千夏、岩崎静羅
- 第88回 - 第91回（2月）：米澤有、渡辺美優紀、菊池彩香、石井里奈、星向日葵、宇水遙佳
- 第92回 - 第95回（3月）：米澤有、横山ルリカ、坪井ミサト、菊地彩香、星向日葵、平山咲那子
- 第96回 - 第99回（4月）：米澤有、本田望結、森はな、宇水遙佳、高沢奈苗、おまゆ
- 第100回 - 第102回（5月）：米澤有、田中理恵、萩原菜乃花、宇野真彩、くるみっきー、あいあい
- 第103回 - 第107回（6月）：米澤有、神田愛花、安田美佑、瀬戸晴加、中島亜莉沙、本岡愛理
- 第108回 - 第111回（7月）：米澤有、雪平莉左、阿部桃子、なみき、高橋としみ、Yoshimi
- 第112回 - 第115回（8月）：米澤有、横山ルリカ、なみき、奈奈、星向日葵、石井由希子
- 第116回 - 第119回（9月）：米澤有、稲村亜美、石井里奈、菊地彩香、mina、くるみっきー
- 第120回 - 第123回（10月）：米澤有、矢作穂香、紺野ゆり、瀬戸晴加、mina、Kie
- 第124回 - 第127回（11月）：米澤有、舟山久美子、坪井ミサト、瀬戸晴加、くるみっきー、菊池なつき
- 第128回 - 第131回（12月）：米澤有、武藤彩芽、岩崎静羅、星向日葵、mina、

### 2023年
- 第132回 - 第135回（1月）：米澤有、chay、坪井ミサト、一ノ瀬のこ、萩原菜乃花、かおるこ
- 第136回 - 第139回（2月）：米澤有、横山ルリカ、阿部桃子、COCO、星向日葵、Yoshimi
- 第140回 - 第143回（3月）：米澤有、武藤彩芽、横山ルリカ、吉本百花、紺野ゆり、くるみっきー

## 放送局
| 放送対象地域 | 放送局            | 系列 | 放送時間          | 備考   |
| ------------ | ----------------- | ---- | ----------------- | ------ |
| 全国         | BS12 トゥエルビ   |      | 日曜18:30 - 19:00 | 制作局 |
| 三重県       | 三重テレビ（MTV） |      | 日曜24:00 - 24:30 |        |